# Descemer Bueno
Descemer Bueno Martínez (La Habana Vieja, La Habana; 5 de julio de 1971) es un músico, cantante, compositor y productor cubano. Es conocido por haber tocado el bajo con Santiago Feliú en sus primeros espectáculos profesionales.

## Biografía
Se graduó en los conservatorios Manuel Saumell y Amadeo Roldán en La Habana, Cuba, como guitarrista clásico. A partir de 1990, forma parte de Estado de Ánimo, un grupo cubano de jazz combo, juntos con el guitarrista Elmer Ferrer y el trompetista Roberto Carcasés. La banda encuentra el éxito en 1990 durante unos conciertos en España, Bolivia, Uruguay, Alemania y Argentina. Más tarde, en 1998, tocará en Estados Unidos con el conjunto de jazz Columna B, grabando el disco "Columna B" con Mas&Mas Rec.
Durante estos años, reside en la Universidad de Stanford en California, luego viaja a Sudáfrica para enseñar un año a la Universidad del Cabo. En 1999 se fue a Nueva York y se hizo una figura activa de su grupo de hip-hop Yerba Buena escribiendo o coescribiendo a la mayoría de las canciones de su primer álbum President Alien. Las canciones de Yerba Buena son utilizadas en numerosas películas estadounidenses, así como en publicidades para Pepsi.
Pronto regresó a Cuba a producir, arreglar y componer música junto a numerosos músicos jóvenes cubanos. Sus composiciones incluyen Haydée para Haydée Milanés, La isla milagrosa para William Vivanco y Breathe para Yusa. Compuso también la música de la película Habana Blues que le valió el premio Goya de España en 2006 a Mejor Banda Original.
Es también conocido por su talento como escritor. Es nombrado “bolerista” después de haber escrito boleros para Fernando Álvarez antes la muerte del cantante en 2002.
En 2004 inició la banda “Sieterayo” en New York figurando como productor y artista, grabando su primer disco en solitario Descemer Sieterayo, un álbum de hip-hop fusión (Universal Latin). El guitarrista George Pajon de The Black Eyed Peas colaboró en este álbum.
En 2013 se unió junto con el cantautor cubano Kelvis Ochoa para realizar un musical inspirado en José María López Lledín, legendario personaje habanero conocido como «El Caballero de París», con coreografías de Eduardo Blanco.
En 2018 actuó en Starlite Festival en su escenario Sessions.
El 18 de enero de 2019 lanzó el tema "Matame" junto a la cantante española Melody y El Micha.
El 16 de febrero de 2021, hace parte del colectivo libertario Patria y Vida, interpretando la canción homónima. Un clásico instantáneo de la lucha por la libertad de Cuba.

## Discografía
- Siete Rayos (2005)[1]

1. Mueve
2. El carro
3. Pa' rriba
4. Nada mejor
5. El train
6. La lengua
7. Sé feliz
8. Cumbia Reggae
9. Habana
10. Vamo' a celebrar
11. Lo bueno na'ma
12. Cimarrón
13. Habana

- Amor y música (2008)[2]

, con Kelvis Ochoa
1. Quédate
2. Me dejé llevar
3. Piedras en la voz
4. Me diste en el corazón
5. Puñalá’
6. Amor y música
7. La fantasía
8. Ojos negros
9. Un gesto
10. Conejo

- Sé feliz[3]

1. Sé feliz
2. Palabras de amor
3. Dime si en sí
4. Conejo
5. La paz
6. Viene a mí
7. Violeta
8. Qué me esconde tu alma
9. Ola
10. No te vayas
11. Me siento tan loco
12. Muerta

- Bueno (2012)[4]

1. Tus luces sobre mí
2. Quisiera volver
3. Siete días
4. Ser de sol
5. Cuando me enamoro
6. Lloro por ti
7. Ciego amor
8. Tú y yo
9. Arenas de soledad
10. Por tu amor

## Premios
- 2005: Best Latin Artist de la publicación Best of Miami 2005 en Miami New Times.
- 2006: Medalla del Círculo de Escritores Cinematográficos a la mejor música por Habana Blues.[5]
- 2006: Premio Goya como coautor de la banda sonora de la película Habana Blues (2006) del director Benito Zambrano.
- 2009: ASCAP por “Lloro por ti” defendida por Enrique Iglesias
- 2010: ASCAP por ‘‘Lloro por ti’’ defendida por Enrique Iglesias
- 2011: Grammy Latino como Mejor Canción del Año y ASCAP por “Cuando me enamoro” defendida por Enrique Iglesias y Juan Luis Guerra
- 2011: Premio TV y Novelas a Mejor Canción del Año por “Cuando Me Enamoro”
- 2012: ASCAP por “No me digas que no” defendida por Wisin y Yandel
- 2014: Grammy Latinos, Premio Canción del Año por "Bailando", interpretada por Enrique Iglesias, Gente de Zona y Descemer Bueno.
- 2014: Grammy Latinos, Premio Mejor Canción Urbana por "Bailando", interpretada por Enrique Iglesias, Gente de Zona y Descemer Bueno.
- 2014: Grammy Latinos, Premio Mejor Fusión/Interpretación Urbana por "Bailando", interpretada por Enrique Iglesias, Gente de Zona y Descemer Bueno.
- 2014: Premio Juventud, Mi Letra Favorita por "Bailando", interpretada por Enrique Iglesias, Gente de Zona y Descemer Bueno.
- 2015: Billboard de la Música Latina,Latin Pop Song del Año por "Bailando", interpretada por Enrique Iglesias, Gente de Zona y Descemer Bueno.
- 2015: Billboard Music Award, Mejor canción Latina por "Bailando", interpretada por Enrique Iglesias, Gente de Zona y Descemer Bueno.
- 2015: Billboard de la Música Latina, Hot latin Song: Colaboración Vocal por "Bailando", interpretada por Enrique Iglesias, Gente de Zona y Descemer Bueno.
- 2015: Premio Juventud, Combinación Perfecta por "Bailando", interpretada por Enrique Iglesias, Gente de Zona y Descemer Bueno.
- 2015: Billboard de la Música Latina a Hot Latin Song: Canción del Año por "Bailando", interpretada por Enrique Iglesias, Gente de Zona y Descemer Bueno.
- 2015: Premio Juventud a Mi Ringtone: Música por "Bailando", interpretada por Enrique Iglesias, Gente de Zona y Descemer Bueno.
- 2015: Premio Lo Nuestro, Video del Año por "Bailando", interpretada por Enrique Iglesias, Gente de Zona y Descemer Bueno.
- 2015: Premio Juventud, Mejor Video por "Bailando", interpretada por Enrique Iglesias, Gente de Zona y Descemer Bueno.
- 2015: Premio Lo Nuestro a la Canción del Año: Pop por "Bailando", interpretada por Enrique Iglesias, Gente de Zona y Descemer Bueno.
- 2015: Premio Billboard de la Música Latina, Canción del Año, Digital por "Bailando", interpretada por Enrique Iglesias, Gente de Zona y Descemer Bueno.
- 2015: Premio Billboard de la Música Latina, Canción del Año, Airplay por "Bailando", interpretada por Enrique Iglesias, Gente de Zona y Descemer Bueno.
- 2015: Premio Billboard de la Música Latina a la Canción del Año, Streaming por "Bailando", interpretada por Enrique Iglesias, Gente de Zona y Descemer Bueno.
- 2015: Premio Juventud a La Más Pegajosa: Música por "Bailando", interpretada por Enrique Iglesias, Gente de Zona y Descemer Bueno.
- 2015: Premio Lo Nuestro a la Colaboración del Año: Pop por "Bailando", interpretada por Enrique Iglesias, Gente de Zona y Descemer Bueno.
- 2018: Premio La Musa, Premio Triunfador y Conquistador.